# Festival Internacional de Cine Doqumenta
El Festival de Cine Internacional de Cine y Narrativas de No Ficción Doqumenta es un encuentro de cine documental llevado a cabo de manera anual en diferentes sedes del estado de Querétaro, México. Su programa de proyección y actividades se realiza mediante una convocatoria abierta previa y cuenta con un catálogo de películas nacionales e internacionales.

## Secciones
El programa de este festival de cine se constituye de las siguientes secciones:
- FEM
- LGBTIQ+
- Hábitat
- Pueblos originarios
- Rostros y lugares
- Selección Realidad Virtual
- Chiquidocu
- Docturno

## Premios
La selección de películas ganadoras se eligen a través de un jurado especializado en documentales. Al participar en la competición oficial de Doqumenta, las películas proyectadas se seleccionan en un programa específico llamado Chimal en selección Internacional, Nacional, universitaria y Querétaro, aspirando a los siguientes premios:
- Largometraje
- Mención honorífica
- Premio del público

## Apoyos
Este festival de cine se realiza con diferentes patrocinios, apoyos y becas provenientes de la iniciativa privada y pública, siendo acreedora la organización del festival con el Apoyo a la Conformación y Preservación de Acervos Cinematográficos por parte del Fomento del Cine Mexicano.

## Palmarés histórico y ediciones
En sus diversas ediciones ha llegado a contar con más de 20,000 asistentes a 90 películas participantes provenientes de 15 países por edición. Entre sus películas premiadas en sus últimas ediciones están:
| Ed. | Año  | Selección         | Categoría                               | Ganador                                                          |
| --- | ---- | ----------------- | --------------------------------------- | ---------------------------------------------------------------- |
| 13  | 2023 | Nacional          | Mejor largometraje                      | Home Is Somewhere Else. Dir. Carlos Hagerman y Jorge Villalobos. |
| 13  | 2023 | Nacional          | Mejor cortometraje                      | Infancia desterrada. Alberto Arnaut y Diego Rabasa.              |
| 13  | 2023 | Universitaria     | Ganador                                 | Jardines de concreto. Dir. Andrea Rodríguez Marín.               |
| 13  | 2023 | Universitaria     | Premio del público                      | Pepedrilo. Dir. Víctor Cartas.                                   |
| 13  | 2023 | Querétaro         | Ganador                                 | Él nació mujer. María Isamar Cabrera Ríos.                       |
| 13  | 2023 | Querétaro         | Premio del público                      | Violenta. Brissa Piñera                                          |
| 12  | 2022 | Nacional          | Premio del jurado                       | Vaychiletik. Dir. Juan Javier Pérez                              |
| 12  | 2022 | Nacional          | Mención honorífica                      | Te nombre en el silencio. Dir. José María Espinosa               |
| 12  | 2022 | Nacional          | Mejor cortometraje                      | Victoria. Dir. Eloisa Diez                                       |
| 12  | 2022 | Universitaria     | Premio del jurado                       | Exhumados. Dir. Rodrigo Moreno Esquivel                          |
| 12  | 2022 | Universitaria     | Mención honorífica                      | Riesgo de Caer. Dir. David Sánchez                               |
| 12  | 2022 | Querétaro         | Premio del jurado                       | Los gigantes del pastizal. Dir.Santiago Ruiz Castro              |
| 12  | 2022 | Querétaro         | Mención honorífica                      | En la boca del Bajío. Dir. Isaac Montoya Jaramillo               |
| 11  | 2021 | Internacional     | Mejor largometraje                      | Jacinta de Jessica Earnshaw                                      |
| 11  | 2021 | Internacional     | Mejor cortometraje                      | Imperdonable. Dir. Marlén Vinayo                                 |
| 11  | 2021 | Realidad Virtual  | Premio del jurado                       | Hyper D” de Malitzin Cortés                                      |
| 11  | 2021 | Nacional          | Mejor largometraje                      | La vocera. Dir. Luciana Kaplan                                   |
| 11  | 2021 | Nacional          | Mejor cortometraje                      | El ultimo gol de Miguel J. Crespo                                |
| 11  | 2021 | Universitario     | Mejor largometraje                      | El eterno presente. Dir. Ignacio Rosa                            |
| 11  | 2021 | Querétaro         | Mejor largometraje                      | After Life de Alejandro Carrizales                               |
| 10  | 2020 | Internacional     | Premio del jurado                       | Niña mamá. Dir. Andrea Testa                                     |
| 10  | 2020 | Internacional     | Mejor cortometraje                      | Asho. Dir. Jafar Najafi                                          |
| 10  | 2020 | Nacional          | Premio del jurado                       | Laberinto Yo’Eme. Dir. Sergi Pedro Ros                           |
| 10  | 2020 | Nacional          | Mejor cortometraje                      | Tuyuku de Nicolás Rojas Sánchez                                  |
| 10  | 2020 | Universitario     | Mejor cortometraje                      | VII Domitilas del director Diego Ruiz                            |
| 10  | 2020 | Querétaro         | Premio del jurado                       | Todo lo posible. Dir. María del Rosario Robles Martínez          |
| 8   | 2018 | Internacional     | Premio del jurado                       | Letters from Masanja. Dir. Leon Lee.                             |
| 8   | 2018 | Nacional          | Premio del jurado                       | Hasta los Dientes. Dir. Alberto Arnaut.                          |
| 8   | 2018 | Universitario     | Premio del jurado                       | El reflejo del mamífero. Dir Flavia Martínez.                    |
| 8   | 2018 | Querétaro         | Premio del jurado                       | Guardianes del manglar. Dir. Mariana Arzate Otamendi.            |
| 8   | 2018 | Querétaro         | Premio del público                      | Somos, de Carlos Vázquez.                                        |
| 7   | 2017 |                   | Premio del público                      | Las raíces del roble. Dir. Daniel Hernández                      |
| 7   | 2017 | Premio del jurado | La casa de los lúpulos. Dir. Paula Hopf |                                                                  |